# Skrajna Kapałkowa Czuba
Skrajna Kapałkowa Czuba (słow. Predný Ľadový hrb) – turnia w Kapałkowej Grani w słowackiej części Tatr Wysokich. Jest to niższa z dwóch najwybitniejszych turni w północno-zachodniej grani Małej Kapałkowej Turni, oddzielona od drugiej z nich, położonej dalej na wschód Pośredniej Kapałkowej Czuby Skrajną Kapałkową Przełączką. Skrajna Kapałkowa Czuba jest ostatnim wzniesieniem w całej Kapałkowej Grani, która rozdziela się tutaj na kilka żeber i grzęd. Jej wielki blok szczytowy, przewieszony z trzech stron, nazywany jest Kowadłem. Na północny zachód od niego znajduje się Płetwa – druga wybitna skała w obrębie szczytu.
Południowe stoki Skrajnej Kapałkowej Czuby opadają do wybitnego Zadniego Kapałkowego Żlebu, uchodzącego na zachód do głównej gałęzi Doliny Jaworowej. Od zachodu pod wierzchołek podchodzą dwa dalsze żleby: Skrajny Kapałkowy Żleb i Pośredni Kapałkowy Żleb. Z kolei północne stoki opadają ku Dolinie Czarnej Jaworowej.
Na wierzchołek nie prowadzą żadne znakowane szlaki turystyczne. Najdogodniejsze drogi dla taterników prowadzą granią północno-zachodnią oraz ze Skrajnej Kapałkowej Przełączki. Ku południowemu zachodowi i północy od wierzchołka odchodzą wybitne żebra.
Pierwsze wejścia:
- letnie – Zofia Krókowska i Jan Alfred Szczepański, 10 czerwca 1928 r.,
- zimowe – Zofia Wysocka, Stefan Bernadzikiewicz i Wawrzyniec Żuławski, 25 kwietnia 1935 r.[1]